# 地中海郵輪
地中海郵輪 （英語：MSC Cruises）是在瑞士注册總部设在日内瓦的全球性郵輪公司 。1989年創設於意大利那不勒斯，地中海郵輪是全球第四大郵輪公司 ，仅次于嘉年華公司 ， 皇家加勒比國際遊輪和挪威郵輪，在2017年所有郵輪旅客中地中海郵輪份額占7.2％。 全球员工总数约为23,500名，并在45个国家设有办事处。 地中海郵輪是全球最大集装箱运输公司地中海航運公司的一部分。

## 历史
地中海郵輪最初名為Lauro Lines，是由Achille Lauro于1960年在意大利那不勒斯開設 。 Lauro Lines旗下有两艘郵輪， 分別是MS Oranje和阿基萊·勞倫號。 1979年，MS Oranje在美属维尔京群岛圣托马斯被燒毀， 而阿基萊·勞倫號于1985年被巴勒斯坦解放阵线成员劫持 。 1989年， 地中海航运公司收购了Lauro Lines，公司名称也更改为MSC Cruises（地中海郵輪）。  1994年，阿基萊·勞倫號起火沉没。